# Alvis 10/30
La Alvis 10/30 fu la prima autovettura prodotta dalla casa automobilistica britannica Alvis. Fu realizzata dal 1920 al 1923.

## Descrizione
Il modello aveva un motore in linea a quattro cilindri con distribuzione a valvole laterali. Aveva una cilindrata di 1.460 cm³ e produceva 30 CV (22 kW) di potenza a 3.500 giri/min. Questo propulsore era dotato di un solo carburatore Solex. 
Le carrozzerie della 10/30 erano prodotte dalla Cross & Ellis. Il modello era disponibile in versione roadster. L'avantreno e il retrotreno ad assali rigidi erano sostenuti da sospensioni a molle a balestra semiellittica. La velocità massima raggiunta dalla 10/30 era di 96 km/h. Nel 1923 fu sostituita dalla Alvis 12/50.